# Pterolophia caballinus
Pterolophia caballinus là một loài bọ cánh cứng trong họ Cerambycidae.